# The Low End Theory
The Low End Theory is het tweede studioalbum van de hiphopgroep A Tribe Called Quest, uitbracht in 1991.
Het album geldt als een toonaangevend album in de gouden eeuw van de hiphop en was een van de eerste albums die jazz met hiphop mengde en als grondleggend voor de jazzrap wordt gezien.
Het album bracht drie singles voort, namelijk: "Check The Rhime", "Jazz (We've Got)" en "Scenario".

## Tracklist
1. Excursions – 3:53
2. Buggin' Out – 3:38
3. Rap Promoter – 2:13
4. Butter – 3:39
5. Verses from the Abstract – 3:59
6. Show Business(feat. Lord Jamar, Diamond D & Sadat X) – 3:53
7. Vibes and Stuff – 4:18
8. The Infamous Date Rape – 2:54
9. Check the Rhime – 3:36
10. Everything Is Fair – 2:59
11. Jazz (We've Got) – 4:09
12. Skypager – 2:13
13. What? – 2:29
14. Scenario (feat. Leaders of the New School) – 4:10

## Performers
- Zang - Phife Dawg, Q-Tip, Busta Rhymes, Charlie Brown, Diamond D, Dinco D, Lord Jamar, Sadat X
- Dj – Ali Shaheed Muhammad
- Contrabas - Ron Carter